# Kanton Créteil-2
Der Kanton Créteil-2 ist seit 2015 ein französischer Wahlkreis im Arrondissement Créteil, im Département Val-de-Marne und in der Region Île-de-France. Er besteht aus dem östlichen Teil der Stadt Créteil.